# Ведадо
Ведадо (от исп. Vedado — «Запретный») — один из исторических районов Гаваны, столицы Кубы. Входит в муниципалитет Площадь Революции.
Название Vedado (от исп. «запретный») относится ко временам разгула пиратства в Карибском море. Долгое время на территории, которую сейчас занимает район, запрещалось строить дома и прочие сооружения: они мешали обзору побережья, на котором высаживались пираты, совершавшие набеги на город.

## Описание
На востоке Ведадо граничит с Центральной Гаваной. К западу от Ведадо находится один из самых элитарных районов столицы — Мирамар, от Ведадо его отделяет река Альмендарес. В Мирамар из Ведадо ведет, в частности, 23-я улица (Calle 23, или La Rampa), которая пересекает всю территорию Ведадо. На северной окраине района расположена набережная Малекон, где регулярно проходит множество развлекательных и общественных мероприятий. Здесь же находятся многочисленные отели, рестораны и клубы.
В Ведадо также расположены Гаванский университет, парк имени Джона Леннона, открытый Фиделем Кастро в 2000 году, и кладбище Колон (кладбище имени Христофора Колумба), где похоронены известные политики, революционеры, спортсмены, художники, писатели, актёры и т. д.